# Balthasar Tilesius
Balthasar Tilesius (* 11. April 1673 in Goldbach, Preußen; † 10. Dezember 1735 in Königsberg) war ein deutscher Jurist.

## Leben
Tilesius hatte an der Universität Königsberg studiert, wo er seit 1693 als Respondent an Disputationen teilnahm. Hier absolvierte er anfänglich ein philosophisches Grundstudium und orientierte sich auf rechtswissenschaftliche Studien. Am 10. Mai 1701 erwarb er sich in Königsberg das Lizentiat der Rechte, wurde 1702 außerordentlicher Professor und promovierte daraufhin am 2. November 1717 zum Doktor der Rechte.
1722 erhielt er eine Stelle als Assessor am Hofhalsgericht und stieg 1723 zum ordentlichen vierten Professor der juristischen Fakultät auf. Nachdem er 1726 seine Stelle am Hofhalsgericht niedergelegt hatte, übernahm er 1726 die zweite und 1732 die erste ordentliche Professur an der Königsberger Hochschule. Außerdem hatte er sich an den organisatorischen Aufgaben der Akademie beteiligt und war in den Sommersemestern 1729, 1733 Rektor der Alma Mater.

## Werke
- De sorte. Königsberg 1701.
- Disp. Juridica Inauguralis Absolutione a juramento. Königsberg 1702.
- Disp. iur. de redemptione militum captiv. Königsberg 1706.
- Disputatio juris ecclesiastici de sigillo confessionis, vulgo Von Geheimhaltung der Beicht. Königsberg 1707.
- Jus necessitatis in vitam innocentis. Königsberg 1707.
- Disputatio juridica de dormiente delinquente illiusq. poena. Königsberg 1707.
- Dissertatio juridica, de homicidio ob alapam, Von dem Todtschlag wegen einer gegebenen Maulschelle. Königsberg 1712.
- Quaestio: cuinam ex gemellis, quorum primogenitura dubia est, ius succedendi in imperiis individuis competat? Königsberg 1716.
- Dissertatio de iniuriae remissione, quae fit ob usum s. coenae. Königsberg 1716.
- Jus Necessitatis In Vitam Innocentis, Consensu Amplissimæ Facultatis Juridicæ In Academia Regiomontana publicè ventilandum. Königsberg 1717.
- Causis in quibus Judaei legibus Mosaicis & institutes propriis adhuc relinquendi sunt. Königsberg 1719.
- Dissertatio de fine poenarum in republica, von dem Endzweck der Straffen in der Republic. Königsberg 1719.
- Disputatio juridica de spontanea delicti confessione, vulgò von freywilliger Bekäntniß der That. Königsberg 1719.
- De iure limitis in aquis constitute. Königsberg 1720 (books.google.de).
- De modis quibus circa monetam peccatur eorumque poena. Königsberg 1720.
- Disputatio de remissione exhaeredationis. Königsberg 1721.
- Sensu tituli: Nos Dei gratia. Königsberg 1723, 1750 urn:nbn:de:bvb:12-bsb10514023-5.
- Disputatio juridica de cautela, Bey Verpfändung aller meiner Haab und Gütter. Königsberg 1725.
- De usu brocardici: Non omnis moriens est S. Johannes Bapt., in iuramentis litis decisoriis. Königsberg 1729.
- Dissertatio posterior de tutelis naturalibus, vulgo Von natürlichen Vormundschafften. Königsberg 1734.

Werke, die erwähnt aber nicht nachgewiesen werden konnten.
- Quae sit on usum S. coenae.
- Haerede remotiore proximiore consang vineo in successione ab intestate potiori.
- Remissione exhaeredationis.
- Formula juris: in Ermangelung meines Pitschafts.
- Von der güldnen Bulle. (eine Einladungsschrift)
- Ob Ehegatten, so von einander also geschieden gewesen, dass die Ehe annullirt worden, wenn sie wieder zusammen in die Ehe treten wollen, von neuem müssen copuliret werden.